# Лендс-Энд (аэропорт)

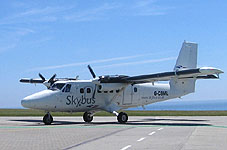
Skybus De Havilland Twin Otter

Аэропорт Лендс-Энд (англ. Land’s End Airport) (ИАТА: LEQ, ИКАО: EGHC), расположен в городе Сент-Юст-ин-Пенуит на оконечности Корнуолла, на крайнем юго-западе Великобритании. В аэропорту базируется Westward Airways, Land's End Flying School и Isles of Scilly Skybus.
Аэродром Лендс-Энд имеет частную лицензию (номер P568), которая разрешает пассажироперевозки и обучение полётам только в дневное время по лицензии Westward Airways (Lands End) Limited.

## Услуги
Лётная школа Лендс-Энд проводит обучение с последующими экзаменами.
Экскурсионные полёты вокруг юго-западного Корнуэлла осуществляют Westward Airways, они же проводят аэрофотосъёмку.
В аэропорту Лендс-Энд находится Аэроклуб Лендс-Энд.

## Регулярные рейсы
- Isles of Scilly Skybus (Сент-Мэрис)

## Флот аэропорта Лендс-Энд
Аэроклуб Лендс-Энд
- 2 x Cessna C152
- 1 x Piper Cherokee PA28

Westward Airways
- 1 x Cessna 172

Skybus

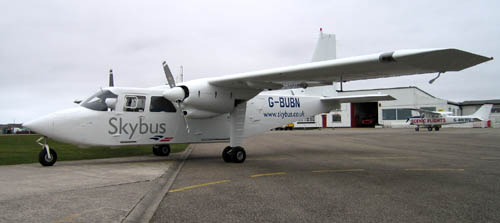
Skybus Norman Britten Islander

- 2 x De Havilland Canada DHC-6 Twin Otter Series 300
- 1 x Britten-Norman BN2A-26 Islander
- 2 x Britten-Norman BN2B-26 Islander